# Colonia el Horno
Colonia el Horno är en ort i Mexiko.   Den ligger i kommunen Francisco I. Madero och delstaten Hidalgo, i den sydöstra delen av landet, 90 km norr om huvudstaden Mexico City. Colonia el Horno ligger 2 044 meter över havet och antalet invånare är 428.
Terrängen runt Colonia el Horno är kuperad åt sydost, men åt nordväst är den platt. Runt Colonia el Horno är det ganska tätbefolkat, med 78 invånare per kvadratkilometer. Närmaste större samhälle är San Salvador, 13,3 km nordost om Colonia el Horno. Omgivningarna runt Colonia el Horno är i huvudsak ett öppet busklandskap.